# 268.ª Divisão de Infantaria (Alemanha)
A 268ª Divisão de Infantaria (em alemão:268. Infanterie-Division) foi uma unidade militar que serviu no Exército alemão durante a Segunda Guerra Mundial.

## Comandantes
| Comandante                           | Data                                         |
| ------------------------------------ | -------------------------------------------- |
| General der Infanterie Erich Straube | 1 de setembro de 1939 - 6 de janeiro de 1942 |
| Generalleutnant Heinrich Greiner     | 6 de janeiro de 1942 - ? de novembro de 1943 |

## Oficiais de operações
| Oberst Julius Ringel                                | 26 de agosto de 1939-15 de outubro de 1939 |
| Oberstleutnant Bernhard Pampel umbenannt in Pamberg | 15 de outubro de 1939-2 de março de 1940   |
| Major Kurt Spitzer                                  | 2 de março de 1940-20 de maio de 1943      |
| Oberstleutnant Albrecht Freiherr von Uckermann      | 20 de maio de 1943-Nov 1943                |

## Área de operações
| Frente Ocidental               | setembro de 1939 - setembro de 1940 |
| Polônia                        | setembro de 1940 - junho de 1941    |
| Frente Oriental, setor central | junho de 1941 - novembro de 1943    |